# نات وولف
ناثانيل مارفن وولف (بالإنجليزية: Nathaniel Marvin Wolff) من مواليد 17 ديسمبر 1994، هو ممثل ومغني وكاتب اغاني وملحن وعازف إيقاع وعازف غيتار أمريكي. كسب وولف شهرة عندما لحن وشارك ببطولة مسلسل الكوميديا الموسيقي The Naked Brothers Band؛ (2007-2009) على قناة نكلوديون. ثم أخذ بطوله فيلم death note عام (2017)
إضافة الموسيقى، شارك وولف في عدة أفلام أهمها New Year's Eve و Stuck in Love و Admission و Palo Alto و The Fault in Our Stars.

## أفلام
- 2019 سامبر
- 2017 مفكرة الموت
- 2015 بلدات ورقية
- 2015 أشبي
- 2014 ما تخبئه لنا النجوم

## روابط خارجية
- نات وولف على موقع IMDb (الإنجليزية)
- نات وولف على موقع ميتاكريتيك (الإنجليزية)
- نات وولف على موقع روتن توميتوز (الإنجليزية)
- نات وولف على موقع ألو سيني (الفرنسية)
- نات وولف على موقع ميوزك برينز (الإنجليزية)
- نات وولف على موقع أول موفي (الإنجليزية)
- نات وولف على موقع قاعدة بيانات الأفلام السويدية (السويدية)
- نات وولف على موقع إن إن دي بي (الإنجليزية)
- نات وولف على موقع ديسكوغز (الإنجليزية)
- نات وولف على موقع قاعدة بيانات الفيلم (الإنجليزية)